# Обикновена морска каракуда
Обикновената морска каракуда (Diplodus vulgaris) е вид бодлоперка от семейство Sparidae. Видът не е застрашен от изчезване.

## Разпространение и местообитание
Разпространен е в Албания, Алжир, Босна и Херцеговина, България, Гибралтар, Гърция, Египет, Западна Сахара, Израел, Испания (Балеарски острови и Канарски острови), Италия, Кипър, Либия, Ливан, Мавритания, Малта, Мароко, Монако, Нигерия, Португалия (Азорски острови и Мадейра), Сенегал, Сирия, Словения, Тунис, Турция, Франция, Хърватия и Черна гора.
Обитава пясъчните дъна на океани и морета. Среща се на дълбочина от 1,5 до 160 m, при температура на водата от 14,7 до 19,7 °C и соленост 37,2 — 38 ‰.

## Описание
На дължина достигат до 45 cm, а теглото им е максимум 1300 g.